# Лебретон, Теодор Элуа
Теодор Элуа Лебретон (фр. Théodore-Éloi Lebreton; 1 декабря 1803, Руан — 12 декабря 1883, Руан) — французский писатель
, поэт, драматург.
Сын рабочего-подёнщика и прачки, с семилетнего возраста работал на текстильной фабрике, в 14 лет открыл собственную мастерскую по нанесению рисунка на ткань, самоучкой выучился читать и писать. В начале 1830-х гг. начал выступать в печати со стихами. В 1836 г. по рекомендации Марселины Деборд-Вальмор состоялась первая заметная публикация очерков Лебретона в периодике, в 1840 году благодаря привлечённому к нему вниманию Лебретон получил место библиотекаря в городской библиотеке Руана. Авторитет Лебретона в городе постепенно рос, и в 1848 г. он был избран депутатом Национального собрания от департамента Приморская Сена.
Наряду со стихами, проникнутыми религиозным чувством, часто посвящённым тяжёлой судьбе простого человека (особенно сборник «Часы досуга одного рабочего», фр. Heures de repos d'un ouvrier, 1837) или заслугам выдающихся деятелей прошлого (в частности, Пьера Корнеля), Лебретон прежде всего получил известность обширным собранием биографических очерков о жителях Руана и Нормандии; эти очерки вышли в нескольких томах в 1857—1865 гг. под названиями «Нормандские биографии» (фр. Biographie normande) и «Руанские биографии» (фр. Biographie rouennaise).
Имя Лебретона было присвоено улице в Руане, прекратившей своё существование в 1972 году при реконструкции центра города.